# 1988년 나고야 하계 올림픽 구상
1988년 나고야 하계 올림픽 구상(名古屋オリンピック構想 나고야오린픽쿠코우소우[*])은 1988년 하계 올림픽을 아이치현 나고야시에 개최하려는 것을 목표로 구상하는 계획이다.

## 계획
1976년 가을에 오시마 야스시 당시 오사카 시장의 의견에 따르면, "오사카에서 올림픽을"이라고 발언하였던 것이 효시이다. 그러나 해당 사항의 힌트를 얻자, 나고야 상공회의소 회장이자 도카이 은행의 한 회장에 따르면 "나고야에 올림픽을 유치해야 한다"라고 주장하였다. 1977년 8월 해당 올림픽 유치에 대한 구상안이 발표되자, 일부 주민들이 나고야 올림픽 유치를 강력히 반대하였던 것으로 보인다.
1981년 독일(당시 서독)의 바덴바덴에서 치러졌던 국제 올림픽 위원회의 총회에서 투표로 대한민국 서울특별시의 52표와 일본 나고야시의 27표를 얻으면서 서울로 기울어지면서 1988년 서울 하계 올림픽으로 돌아갔다. 그러나 나고야에서의 올림픽 개최가 결국 무산되고 말았다.
당시에는 유치 확정을 대비, 나고야시 지쿠사구와 메이토구 일대에 자리잡은 평화공원에 주경기장을 건설하여, 아이치현과 기후현 그리고 미에현 등 도카이 3현의 광역 개최가 계획되어 있던 것으로 나와 있다.

## 경향
이 올림픽의 구상안이 실패작으로 돌아선 것으로 나와 있었다. 그러나, 해당 올림픽은 당초에는 나고야의 우세로 믿어졌으나 이미 1964년 도쿄 하계 올림픽을 유치해 본 경험이 있던 일본이자 아시아 최초의 2번째 올림픽이라는 쾌거를 두려고 계획하였다. 게다가 당시 군부 독재 체제였던 대한민국에서는 부마민주항쟁, 박정희 전 대통령의 서거, 5·18 광주 민주화 운동 등 대한민국에서 벌어진 민주화 운동의 도화선이 일어나기 직전이었으니까 그 시기에는 대한민국은 야간 통행이 금지된 상태였다. 여기에 오스트레일리아 멜버른이 1988년 하계 올림픽 유치 신청을 희망하게 되었지만, 개별 주들마다 각종 항쟁과 재정 위기가 의식되면서 유치하기를 포기하게 되어 있었던 과정을 거치다가 나고야마저 탈락하게 되어 있었던 것으로 보인다.
1988년 하계 올림픽의 경우 소련 등 공산권 국가들은 대부분 나고야를 지지하고 있었지만, 서울에 참패를 당하게 되었던 나고야는 17년 후인 2005년, 2005년 세계 박람회의 유치가 성공하게 되면서 올림픽 유치 실패에 대한 채무를 대거 갚았고, 2022년 항저우 아시안 게임의 뒤를 이은 2026년 나고야 아시안 게임의 유치도 물론 기대될만하다고 보인다.
그리고 가공의 작품에서는 대한민국이 제2차 세계 대전의 종전 이후에도 일본의 식민지로 계속 남아 있었다는 대체 역사를 소재로 하여 개봉한 영화인 《2009 로스트 메모리즈》(2002년)에서는 1988년 하계 올림픽이 서울이 아닌 나고야에서 개최되었다는 언급이 있었던 것으로 보인다. 서울 올림픽 유치에 따라 일본이 24년 만에 다시 올림픽을 유치하려는 구상안이 좌절되면서 서울이 호재를 얻은 것으로 보였고 대한민국에서 프로야구 등이 성공적으로 출범되었던 것과는 사뭇 다르다.
일부에서는 환경 오염 등 각종 환경 재해가 우려될 수 있어 당시의 지역 주민들은 올림픽 유치 사항을 대한민국에 유치하자! 올림픽은 대한민국을 지지한다.라고 외쳤던 것으로 나와 있다. 그 결과 실패에 대한 책임을 이유로 1988년 11월 18일에는 나카야 요시아키가 올림픽을 서울에 빼앗긴 죄책감에 따라 이를 비관하여 자살하는 불행이 오기도 하였다.

## 같이 보기
- 1988년 서울 하계 올림픽